# Capanna in muratura a secco

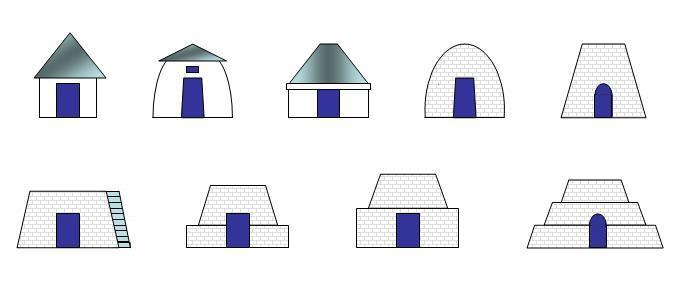
Scheda raffigurante nella fila in alto una casita, due trulli, una caciara e un nuraghe, nella fila in basso diverse varianti di pajare

La capanna in muratura a secco o capanna in pietra a secco è un tipo di edificio rurale costruito, dall'età della pietra fino all'epoca contemporanea, in varie regioni d'Europa con una tecnica costruttiva simile, che secondo le attuali conoscenze apparve per la prima volta a Cipro.
Esempi possono quindi essere trovati in tutto il Mediterraneo, ma anche le culture neolitiche di Bretagna, Gran Bretagna e Irlanda hanno utilizzato la pseudocupola in complessi megalitici (ad esempio Barnenez, cupole delle Ebridi e Newgrange). 
La volta a sbalzo in piccole pietre naturali piatte (senza pietre volanti) è molto diffusa nelle zone rurali fino ai tempi moderni. Una delle ultime stalle in pietra a secco in Irlanda è stata costruita nel 1960 sulla penisola di Dingle.
I trulli in Puglia o i nuraghes in Sardegna (entrambi riconosciuti patrimoni dell'umanità dall'UNESCO) possono essere le più note di una grande serie di abitazioni costruite anticamente per scopi vari: da dimora temporanea per lavoratori, fino a costituire dei veri e propri centri abitati. Venivano costruite in muratura a secco e con varie strutture architettoniche che si differenziano nelle varie regioni d'Italia.

## Diffusione

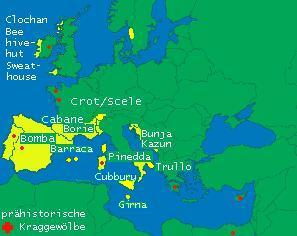
Diffusione

Molti edifici circolari e rettangolari furono costruiti nell'Alto Medioevo. La letteratura inglese cita le capanne rotonde di pietra come capanne ad alveare, le cupole delle Ebridi come "schermature ad alveare". Nelle isole Baleari è diffusa la costruzione della naveta, tomba a pianta rettangolare con la volta in mattoni a secco. Anche l'oratorio paleocristiano di Gallarus sulla penisola di Dingle nella contea di Kerry in Irlanda o la grande capanna in pietra vicino a Gordes (nel dipartimento Vaucluse) in Provenza sono edifici a volta a pianta rettangolare.
Altri esempi sono in Istria (Kažun e Komarda) e sulla costa adriatica dalmata (Bunje a Brač, o il Trim sull'isola di Hvar), in Slovenia (Hiska e Koca), e la pinnetta in Sardegna e in Sicilia (Cubburo o Pagghiaru). In Svizzera (nella valle di Poschiavo) si chiamano scelé o grotta. Ci sono resti di costruzioni a cupola a Bohuslän in Svezia e in Islanda. Inoltre si segnalano la baracca a Minorca, il bombo spagnolo (costruito a Tomelloso come edificio museale), il cubburo e il dammuso in Sicilia e a Pantelleria, il trullo pugliese, le borie e le cabane nel sud della Francia, la girna a Malta. Capanne in pietra in parte molto complesse (chafurdão e choça), realizzate senza volta di sostegno, sono o sono state utilizzate per scopi agricoli nelle aree ex megalitiche in Portogallo e sulle Ebridi.
L'architettura popolare tradizionale è ricca di modelli regionali condizionati da caratteristiche geomorfologiche, clima e quindi vegetazione, fattori storici e socio-culturali, base economica e continuità dell'espressione tradizionale.

## Funzione
In passato le capanne di pietra erano spesso considerate come rifugi o dormitori per i pastori, ma oggi si presume piuttosto che in molti casi, almeno nella regione mediterranea, fossero strutture per la guardia dei campi. Questa interpretazione è particolarmente evidente nelle regioni vinicole del sud della Francia o della Dalmazia.

## Tipologie

### Caciara

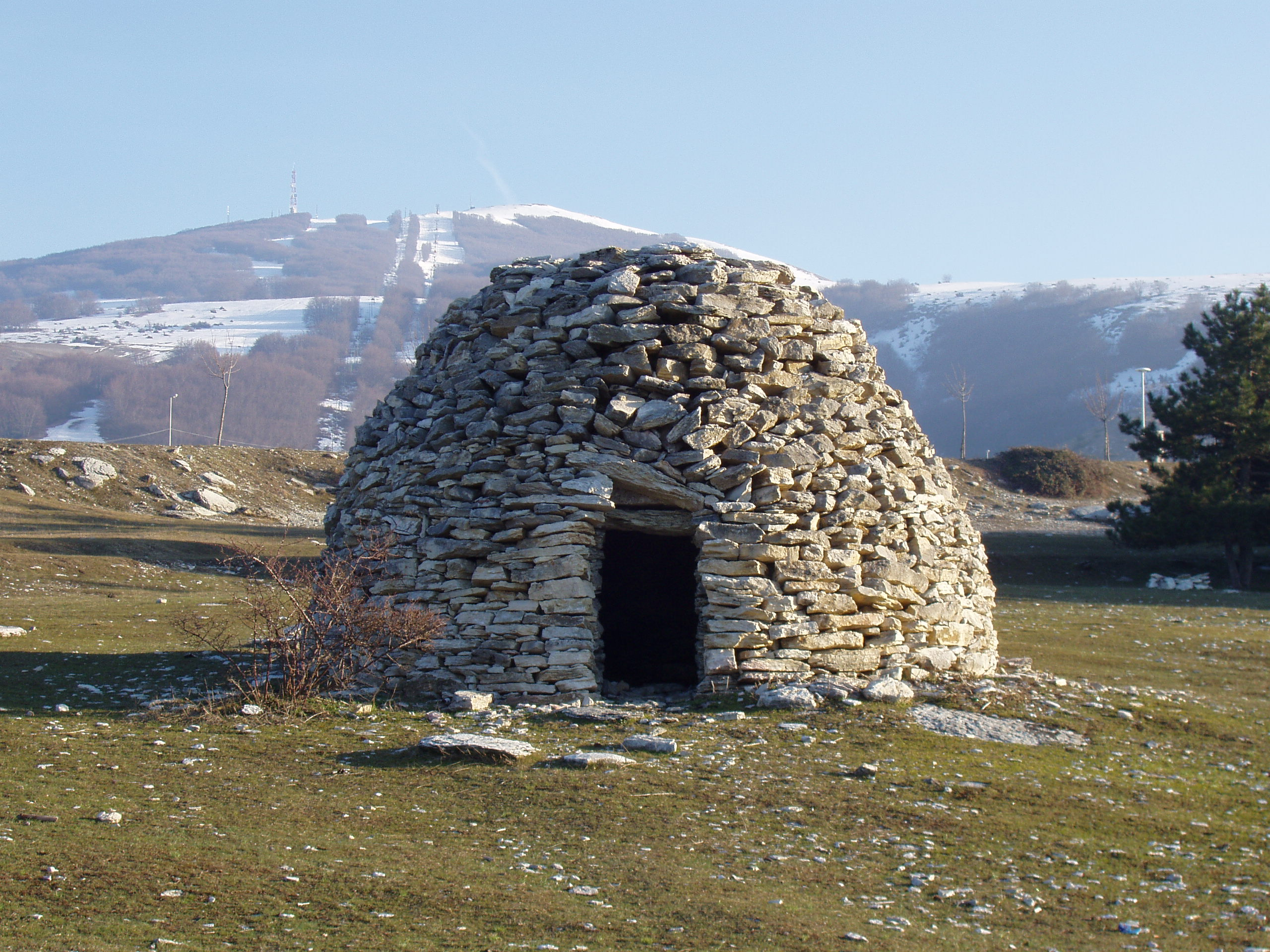
Tipica caciara ogivale sulla Montagna dei Fiori

La caciara è una capanna con struttura a tholos (basata sull'arco a mensola) situata nella zona degli Appennini centrali. Presenta diverse versioni, di cui quella ogivale è la più stabile; può presentarsi però anche in una forma tronco-conica, in un'altra irregolare (la più decadente), in una a gradoni, o in una forma elicoidale con un unico gradone che si avvolge a spirale. Potevano essere usate per scopi vari, come per l'agricoltura, o ad uso pastorale (attribuito di più alle caciare ogivali).

### Casito

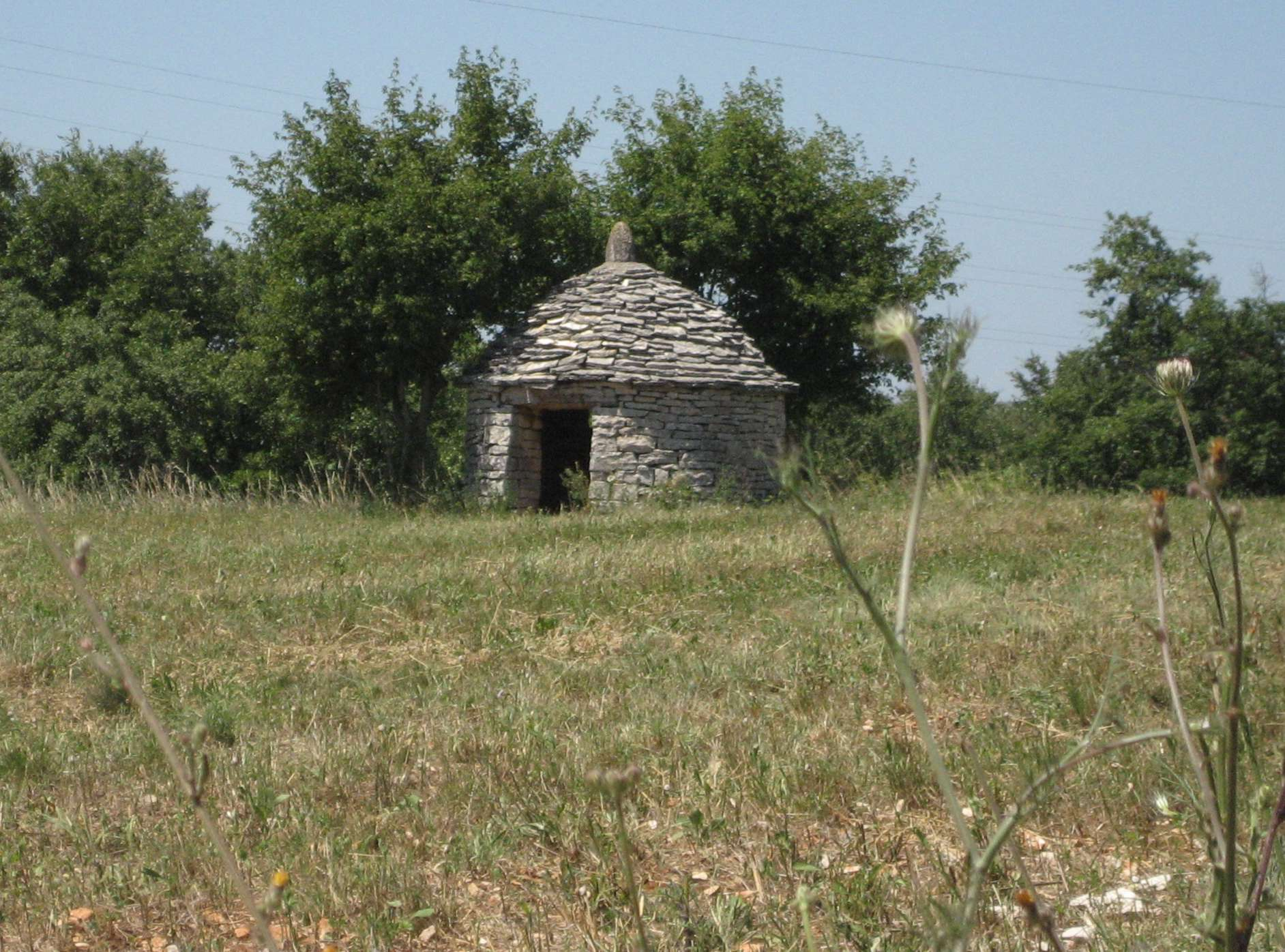
Casita

La casita è una capanna tipica dell'Istria e caratterizzata dimensioni piuttosto ridotte, con pianta circolare e tetto conico. Erano adibite a ricovero momentaneo per chi lavorava nei campi, per degli animali o come deposito.

### Cubburro

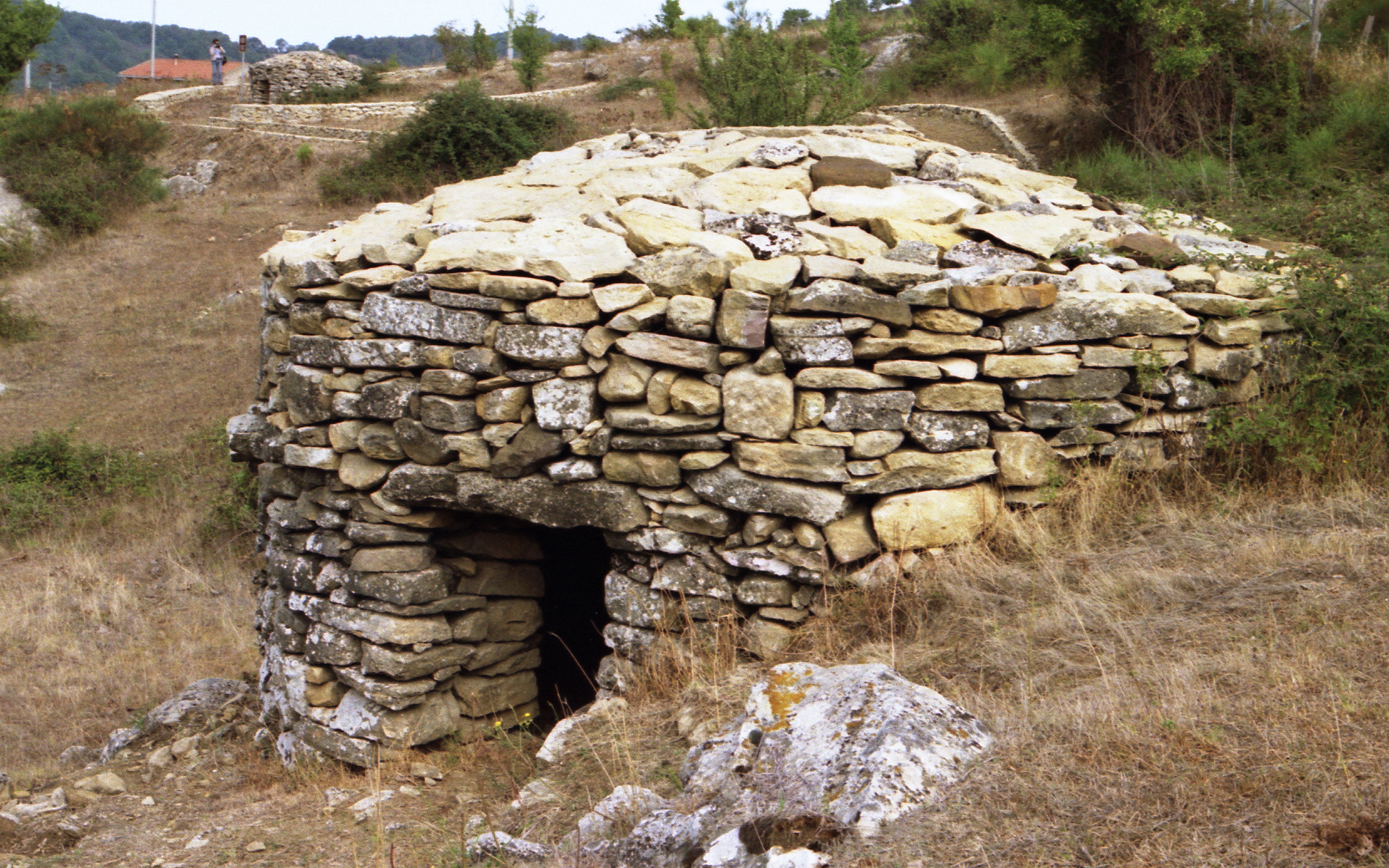
Esempio di cuburro

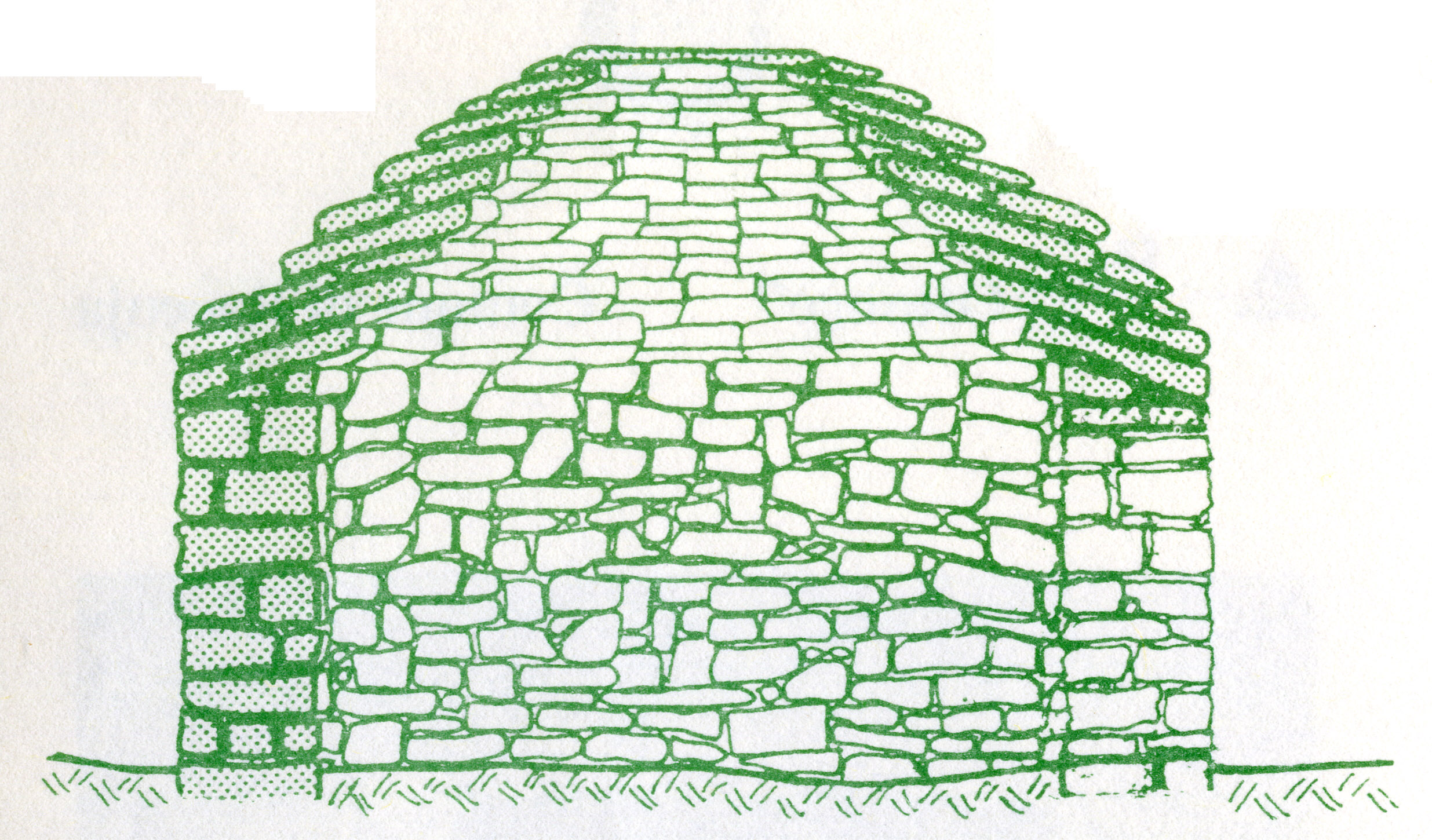
Spaccato di un cuburro

Il cuburro è una costruzione siciliana situata prevalentemente nella provincia di Messina. Presenta una base cilindrica in muratura a secco, una volta costituita da diversi anelli concentrici formando una pseudocupola e un ristretto ingresso a trilite. Aveva degli scopi più simili alla caciara e dimensioni ridotte, che si sono andate ad espandere col passare del tempo acquisendo anche uno scopo abitativo con più cuburri uniti.

### Nuraghe

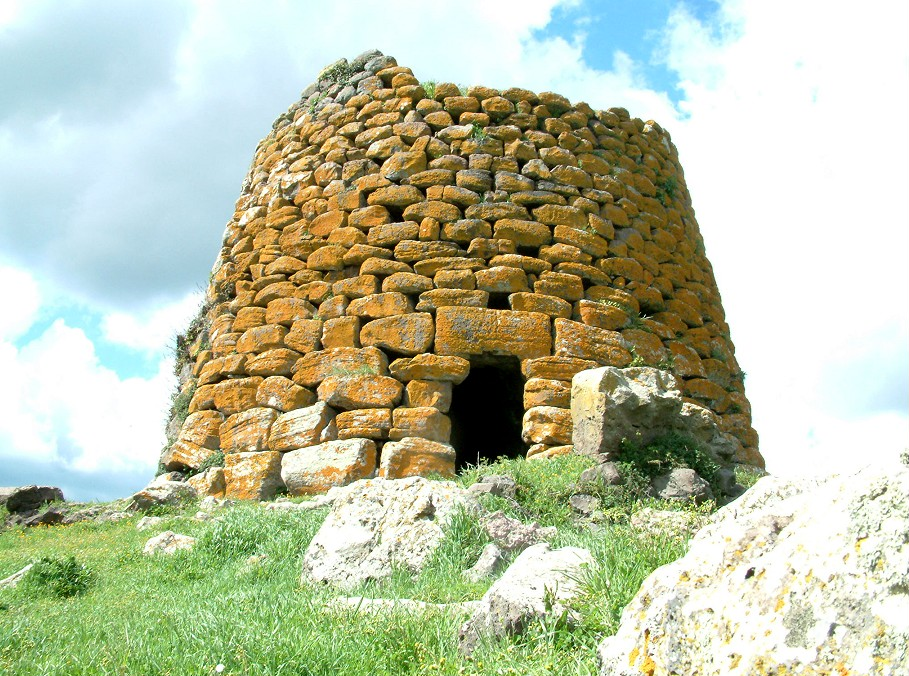
Tipico nuraghe

Il nuraghe è una costruzione di forma tronco-conica diffusa in tutta la Sardegna, dove si pensa arrivino a 7000 se non di più. Strutturalmente sono delle torri con struttura a tholos, una circonferenza alla base sui 30-50 m che si restringe salendo e i muri con uno spessore anche di 5 m. I nuraghi rimasti arrivano a 20 m di altezza, con la possibilità di essere divisi in più piani e all'interno presentano un locale principale con delle nicchie ricavate nel muro, tra cui una scala per salire. La loro origine risale alla civiltà nuragica in piena età del bronzo, per scopi che potevano essere residenziali o difensivi e la regolarità di queste costruzioni permetteva di creare anche dei veri centri abitati, come Su Nuraxi.

### Pinnetta

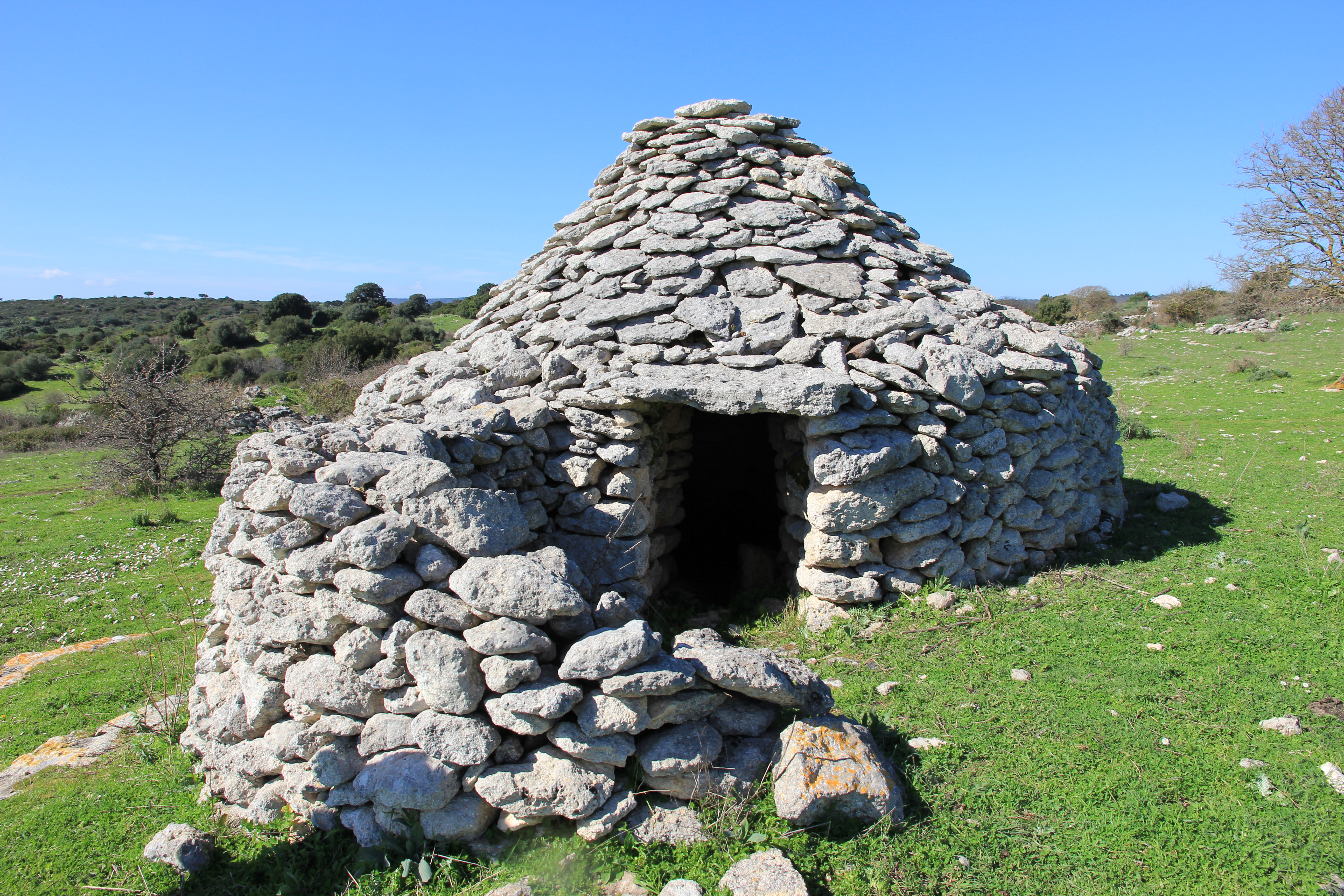
Pinnetta completamente in pietra

Una pinnetta è una struttura di forma circolare con copertura conica che può essere in muratura a secco o in stecche di legno. Nella zona meridionale vengono chiamate barracu, mentre pinnette a settentrione. Dovevano essere adoperate da agricoltori e pastori come riparo momentaneo.

### Torricula

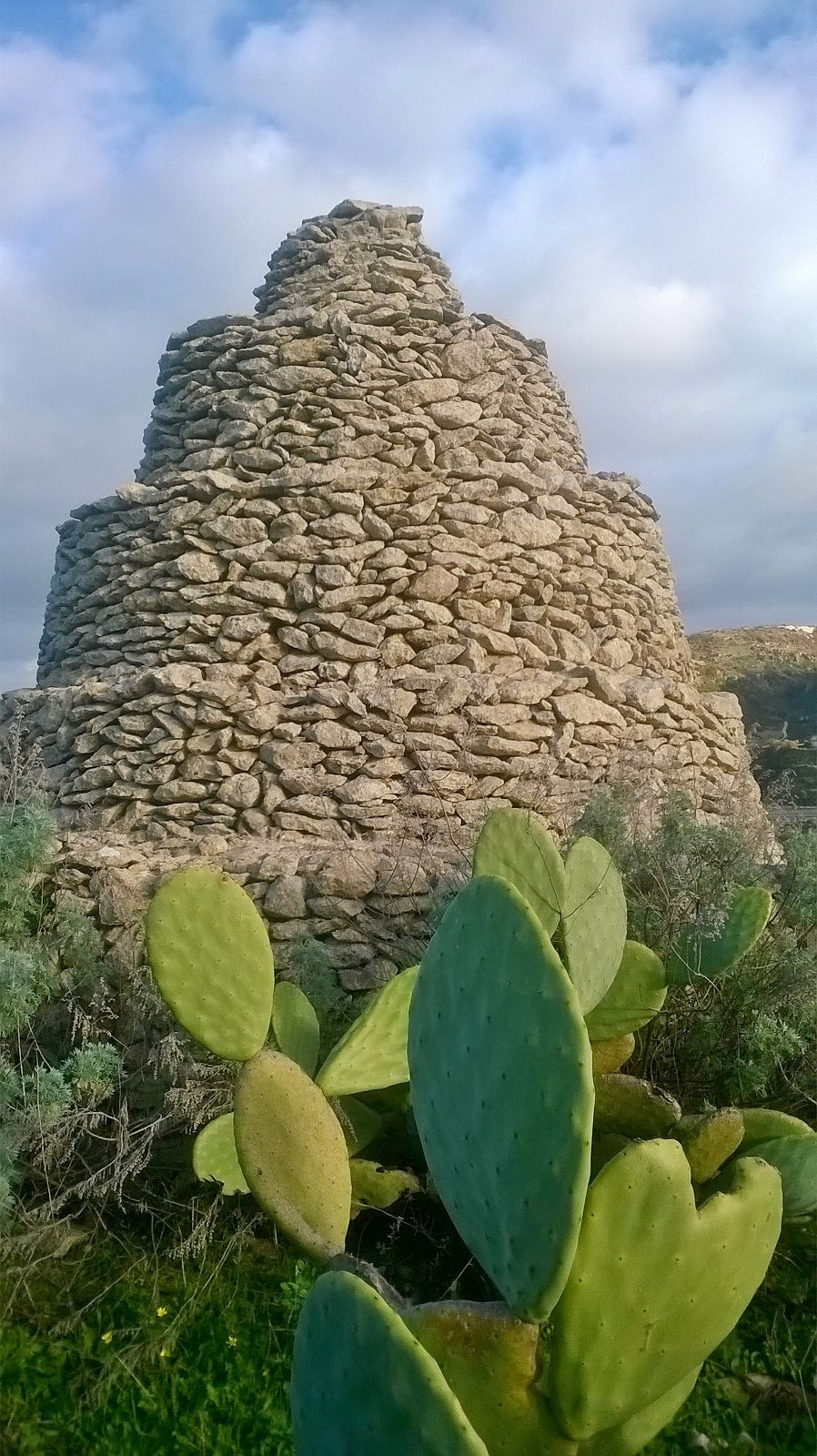
Torricula a gradoni

Il termine turricola è riferita alle abitazioni in pietra a secco presenti nella Sardegna nord-occidentale. Costruite verso la seconda metà del secondo millennio, hanno delle forme a torre, a gradoni, o a cono e venivano usate dalla gente del luogo come dimora oppure come deposito per gli attrezzi.

### Pajaru

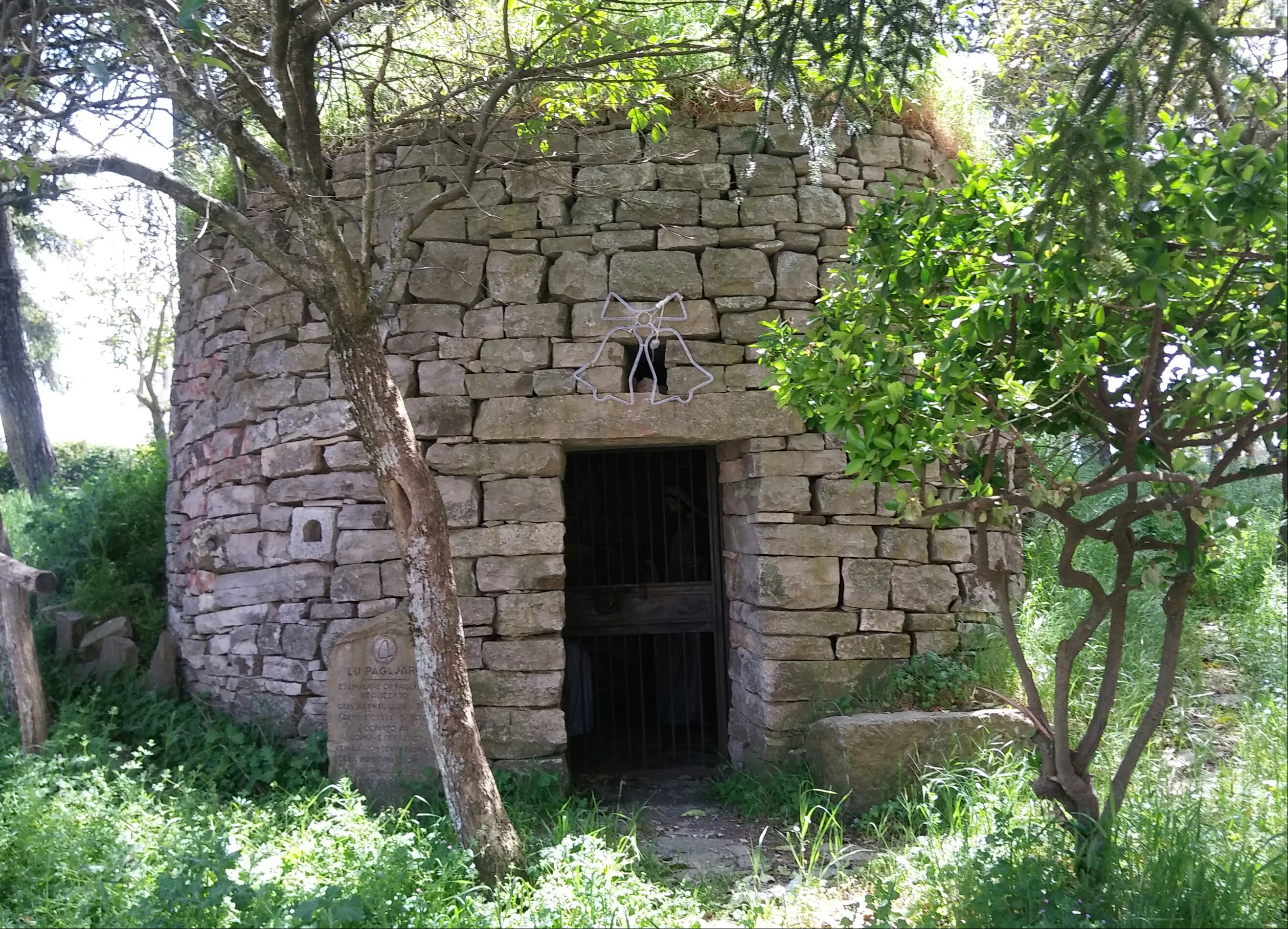
Esempio di "pagliare" o "pajaru" presso Faeto

Il pajaru (o pagliare, o pagghiaru, o furnieddhu, o truddu) si ritrova sparso nel territorio del Salento, nonché isolatamente sui monti della Daunia presso la piccola comunità francoprovenzale di Faeto e Celle di San Vito. Ne esistono diverse varianti; esse possono avere forma tronco-piramidale, tronco-conica, o a gradoni (più diffusa in provincia di Taranto), ma presentano tutte una struttura interna a tholos. Per la mancata spaccabilità delle pietre calcaree la muratura è irregolare, con pietre che salendo si vanno ad allungare, e tra le distinte murature interna ed esterna è lasciata un'intercapedine (muraja) che si va a riempire di pietrame più piccolo o terra. Gli ingressi avevano la caratteristica di essere ridotti, probabilmente per non influire sulla staticità dell'edificio, presentando solitamente un architrave con triangolo di scarico (diffuso tra i micenei) o un arco, ed erano rivolti a est o a ovest per evitare i soliti venti di tramontana e scirocco. Attorno a tutte le varianti, inoltre, vi si trova una scala a chiocciola fino al tetto, dove riporre ad esempio le verdure da essiccare. Non sono ancora certe le origini di queste costruzioni, ma si pensa possano essere estere e risalire ai messapi, o al più tardo periodo bizantino.

### Trullo

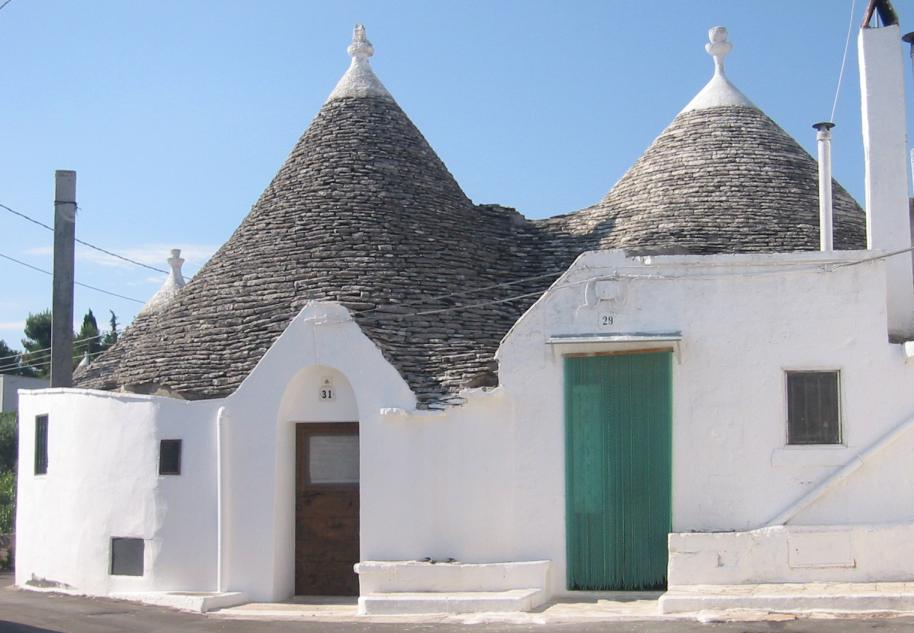
Trulli ad Alberobello

I trulli si trovano principalmente in Valle d'Itria, arrivando a coprire parte delle province di Brindisi, di Taranto e di B.A.T.. Ancora non se ne sanno le origini, ma si pensa possano essere stati introdotti da altre popolazioni, o nel XVII secolo dagli Acquaviva delle Fonti (anche se non spiegherebbe la vasta diffusione). La struttura si divide in basamento e volta: il primo, non molto alto, è costituito da una doppia muratura a secco con l'intercapedine riempito di pietrame più piccolo; la volta invece è una pseudocupola, cioè una serie di anelli concentrici che si restringono man mano che si sale, è rivestita all'esterno da chiancarelle, sottili lamine di pietra calcarea, ed è sormontata da un caratteristico pinnacolo. L'elevato spessore dei muri riduce lo spazio interno, ma conferisce delle ottime capacità isolanti, conservando calore per l'inverno e acquisendolo lentamente durante l'estate.